# Liste der Venuskrater/R
| Name         | Position          | ⌀       | Benannt nach                                                                 |
| ------------ | ----------------- | ------- | ---------------------------------------------------------------------------- |
| Rachel       | 48,7° S, 13,5° O  | 12,5 km | hebräischer Vorname                                                          |
| Radhika      | 30,3° S, 166,4° O | 7,9 km  | tamilischer Vorname                                                          |
| Radka        | 75,6° N, 96,3° O  | 10,5 km | bulgarischer Vorname                                                         |
| Radmila      | 69,1° N, 167° O   | 5,2 km  | serbokroatischer Vorname                                                     |
| Rae          | 8,9° S, 58,4° O   | 5,5 km  | hebräischer Vorname                                                          |
| Rafiga       | 62,9° N, 175,6° O | 5,7 km  | aserbaidschanischer Vorname                                                  |
| Raisa        | 27,5° N, 79,7° W  | 13,5 km | russischer Vorname                                                           |
| Raki         | 49,4° S, 70° O    | 7,5 km  | Vorname der Fulbe                                                            |
| Rampyari     | 50,6° N, 179,3° O | 7,7 km  | hinduistischer Vorname                                                       |
| Rand         | 63,8° S, 59,5° O  | 24,3 km | Ayn Rand (1905–1982), US-amerikanische Bestseller-Autorin und Philosophin    |
| Rani         | 64,1° N, 160,4° O | 10,7 km | hinduistischer Vorname                                                       |
| Raymonde     | 48,4° N, 168,5° W | 5,3 km  | französischer Vorname                                                        |
| Rebecca      | 12,1° S, 5,4° O   | 9,5 km  | hebräischer Vorname                                                          |
| Recamier     | 12,6° S, 58,1° O  | 25,3 km | Julie Récamier (1777–1849), französische Salonnière                          |
| Regina       | 30° N, 147,3° O   | 24,9 km | lateinischer Vorname                                                         |
| Reiko        | 22,6° N, 167,9° W | 9,7 km  | japanischer Vorname                                                          |
| Retno        | 52,9° S, 167,7° W | 7,2 km  | indonesischer Vorname                                                        |
| Rhoda        | 11,4° N, 12,3° W  | 12,2 km | griechischer Vorname                                                         |
| Rhys         | 8,6° N, 61,2° W   | 44 km   | Jean Rhys (1890?–1979), britisch-koloniale Schriftstellerin                  |
| Richards     | 2,5° N, 163,9° W  | 25 km   | Ellen Swallow Richards (1842–1911), US-amerikanische Chemikerin und Ökologin |
| Riley        | 14,1° N, 72,5° O  | 20,2 km | Margaretta Riley (1804–1899), englische Botanikerin                          |
| Rita         | 71° N, 25,2° W    | 8,3 km  | italienischer Vorname                                                        |
| Romanskaya   | 23,2° N, 178,4° O | 30,4 km | Sofija Romanskaja (1886–1969), russische Astronomin                          |
| Romola       | 9,3° N, 54,2° O   | 17,5 km | italienischer Vorname                                                        |
| Roptyna      | 62,2° N, 28,9° O  | 11,5 km | tschuktschischer Vorname                                                     |
| Rosa Bonheur | 9,7° N, 71,2° W   | 104 km  | Rosa Bonheur (1822–1899), französische Malerin                               |
| Rose         | 35,2° S, 111,8° W | 15,5 km | deutscher Vorname                                                            |
| Rossetti     | 57° N, 6,4° O     | 23,4 km | Christina Rossetti (1830–1894), britische Dichterin                          |
| Rowena       | 10,4° N, 171,4° O | 19,5 km | keltischer Vorname                                                           |
| Roxanna      | 26,5° N, 25,4° W  | 9,5 km  | Vorname aus dem Persischen                                                   |
| Royle        | 32,7° S, 166,3° W | 6,1 km  | baschkirischer Vorname                                                       |
| Rudneva      | 78,4° N, 174,7° O | 29,8 km | Warwara Kaschewarowa-Rudnewa (1844–1899), russische Physikerin               |
| Rufina       | 74,6° S, 164,9° W | 5 km    | griechischer Vorname                                                         |
| Ruit         | 25,5° S, 72,9° O  | 6,4 km  | polynesischer Vorname                                                        |
| Runak        | 58,5° S, 163,7° W | 7,6 km  | kurdischer Vorname                                                           |
| Ruslanova    | 83,9° N, 16,6° O  | 44,3 km | Lidiya Ruslanova (1900–1973), russische Sängerin                             |
| Ruth         | 43,3° N, 19,9° O  | 18,5 km | hebräischer Vorname                                                          |